# Dobritch-ville (obchtina)
Dobritch (bulgare : Добрич) ou Dobritch-Grad est une obchtina de l'oblast de Dobritch en Bulgarie.